# Szolnoki Tibor
Szolnoki Tibor (Budapest, 1957. február 20. –) Jászai Mari-díjas magyar színművész, énekes, művészeti vezető.

## Életpálya
Gimnazistaként tagja a Wiegmann Alfréd által vezetett Szkéné Színháznak. Mestere volt Kazán István az Arany János Színház stúdiójában és a főiskolán is. 1980-ban végzett a Színház- és Filmművészeti Főiskolán. 1980-tól 1982-ig a győri Kisfaludy Színház tagja lett, itt ismerkedett meg a Várkonyi Mátyás–Miklós Tibor szerzőpárossal. Az Örvényben című musicalben Béres Miska – a falu bolondja – szerepét alakította. 1982 és 1985 között Rock Színházban játszott, amelynek alapító tagja is volt. A közönséget és a kritikát is lenyűgözte, elbűvölte a Sztárcsinálók Nero szerepében. A színház rajongó tábora sohasem tudta feldolgozni távozását, úgy fogadta, mint amikor a kedvenc focista a rivális klubhoz távozik.
1985-től a Fővárosi Operettszínház tagja. 1992-ben alapította feleségével, Zsadon Andreával az Operettvilág együttest. 2021-ben pályázott a szolnoki Szigligeti Színház igazgatói posztjára.

## Színházi szerepeiből
A Színházi adattárban regisztrált bemutatóinak száma: 78; ugyanitt tizenkilenc színházi felvételen is látható.

### A Rock Színházban
- Webber–Rice: Evita.[6] Magaldi
- Várkonyi–Miklós:
  - Örvényben.[7] Béres Miska
  - Sztárcsinálók.[8] Nero
  - Farkasok[9]
- Kemény Gábor-Kocsák Tibor-Miklós Tibor: Krónikás.[10] Sém, Ethán fia

### Később
- Rodgers-Hammerstein: Carousel.[11] Enoch Snow
- Kemény Gábor-Kocsák Tibor-Miklós Tibor: Krónikás
- Johann Strauss: A cigánybáró....István - bemutató: 1999. április 3. Budapesti Operettszínház
- Franz von Suppé: Boccaccio - bemutató: 2002. április 7. Budapesti Operettszínház
- Zágon István–Eisemann Mihály: Hippolyt, a lakáj....Hippolyt - bemutató: Ruttkai Éva Színház
- Kálmán Imre:
  - Csárdáskirálynő....Bóni gróf - Budapesti Operettszínház
  - Marica grófnő....Zsupán - bemutató: 2002. augusztus 2. Esztergomi Nyári Játékok
  - Cirkuszhercegnő....Tomi Schlumberger - Budapesti Operettszínház
- Madarász István–Asperján György: Robin Hood....Robin Hood - Budapesti Operettszínház
- Johann Strauss: Egy éj Velencében....Pappacoda, szakács - bemutató: Margitszigeti Színpad
- Comden–Green–Brown: Ének az esőben....Cosmo Brown
- Lehár Ferenc:
  - Cigányszerelem....Hadfaludy Ferenc
  - A mosoly országa....Pottenstein gróf - bemutató: 2003. február 14. Budapesti Operettszínház
- Bock: Hegedűs a háztetőn....Percsik
- Jule Styne-Bob Merill-Peter Stone: Van aki forrón szereti
- Schönberg-Boublil: Miss Saigon...Engineer
- Szirmai Albert–Bakonyi Károly: Mágnás Miska....Miska - Budapesti Operettszínház
- Richard Rodgers–Oscar Hammerstein : A muzsika hangja....Max Detweiler - bemutató: 1992. december 11. Budapesti Operettszínház
- Offenbach: Szép Heléna....Kalhas - Budapesti Operettszínház
- Strauss: A denevér....Orlowski herceg - Budapesti Operettszínház
- William Somerset Maugham–Szenes Iván–Nádas Gábor: Imádok férjhez menni....Mr. Paton - bemutató: 2008. november 28. Játékszín
- Thomas Stearns Eliot: Macskák....Tus, Gastrofar George - bemutató: 1983. március 25. Madách Színház
- Kocsák Tibor–Miklós Tibor: Nana....Gerard Muffat - bemutató: 2003. december 2. Rock és Musical Színház
- Ábrahám Pál: Viktória....John Cunlight, amerikai nagykövet - bemutató: 2008. június 20. Városmajori Szabadtéri Színpad
- Huszka Jenő: Lili bárónő....Becsey tiszttartó - bemutató: 2005. április 9. Budapesti Operettszínház
- A varázsfuvola - bemutató: 2006. június 24. "A" Színház
- PopShow....Tibor - bemutató: 2008. november 18. Nyugati Teátrum
- Pozsgai Zsolt: Kettecskén....Színész - bemutató: 2005. október 9. Aranytíz Kft.
- Együtt a sztárok! - bemutató: 2004. december 9. Budapesti Operettszínház
- Az öltöző titka - bemutató: 2006. április 25. Mikroszkóp Színpad
- Alan Jay Lerner - Frederick Loewe: My Fair Lady... Higgins professzor

## Filmjei

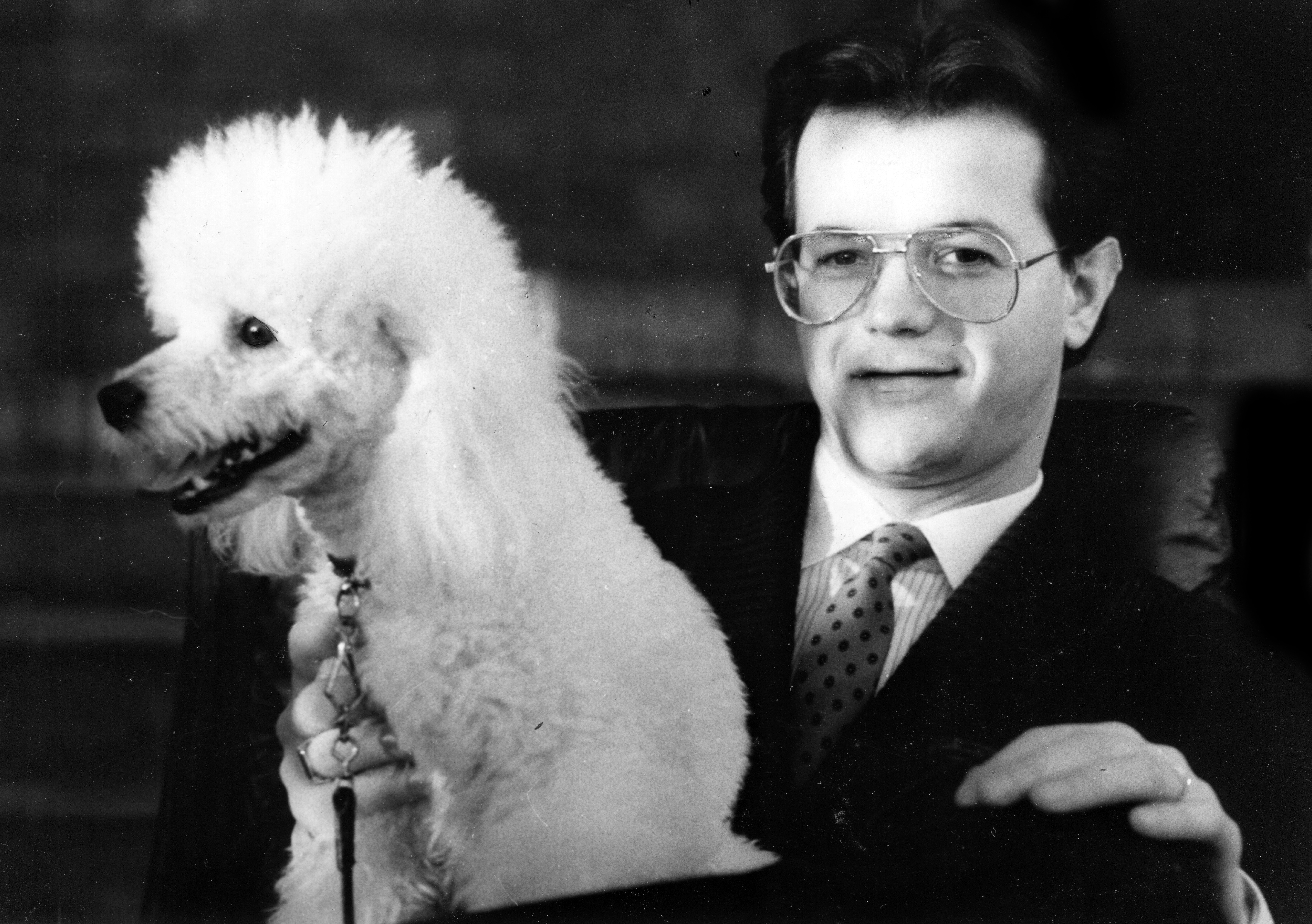
Rózsavölgyi Gyöngyi felvétele

### Játékfilmek
- Ki beszél itt szerelemről? (1979)
- Szívzűr (1982)

### Tévéfilmek
- Úri jog (1981)
- A Dongó őrs kalandjai (1980)
- Faustus doktor boldogságos pokoljárása (1982)
- Mentsük meg Bundert Boglárkától (1984)
- A fantasztikus nagynéni 1-2. (1986)
- Három a kislány (1988)
- Linda (1989)
- Kutyakomédiák (1992)
- Jóban Rosszban [Wágner Doktor] (2013)
- Kossuthkifli (2015)
- Cseppben az élet (2019)

## Diszkográfia
- Sztárcsinálók (SLPX 17702 - keresztmetszet)
- Farkasok (SLPX17758 - teljes mű)
- Krónikás (SLPM 17904-17905 - teljes mű)

## Díjai, elismerései
- Jászai Mari-díj (1993)
- MSZOSZ-díj (1999)
- Kálmán Imre-emlékplakett (2006)[12]
- A Magyar Érdemrend lovagkeresztje (2025)[13]

## Miklós Tibor jellemzése
| „                                   | (…) A mozgásban, éneklésben és alkatilag is Gene Kellyre emlékeztető Szolnokit meghívtuk az Evita bemutatására készülő csapatba. Másnap, amikor Várkonyi lakásán ajtót nyitottam az elegáns, mellényes öltönyben, szerényen kopogtató, jól fésült, szemüveges, diplomatatáskás fiatalembernek, az hittem, valami hivatalos ember keresi szerzőtársamat. Percekbe tellett, amíg megbarátkoztunk a gondolattal: ez a pedáns úrifiú »táncolta szét« előző délutánon az Ódry Színpadot. Három hónappal később, egy este a margitszigeti sétányon ugyanilyen tipp-topp külsővel vonult végig, azzal a különbséggel, hogy a diplomatatáska mellett egy összecsukható campingágyat is cipelt. Az ifjú színész útközben harsány »Szervusz Feri bátyám!«-mal üdvözölte a Nagyszálló teraszán vacsorázó Bessenyei Ferencet, majd, mint egy Rejtő-regényhős, eltűnt az alkonyatban, hóna alatt a vasággyal. | ” |
| – Miklós Tibor: Musical!, 349. old. | |   |